# يكان عليا
يكان عليا هي قرية في مقاطعة مرند، إيران. عدد سكان هذه القرية هو 1,156 في سنة 2006.